# Microplinthus shiva
Microplinthus shiva – gatunek chrząszcza z rodziny ryjkowcowatych i podrodziny Molytinae.
Gatunek ten opisany został w 2004 roku przez Massimo Meregalliego na podstawie pojedynczego samca, odłowionego w 1979 roku.
Chrząszcz o ciele długości 4,35 mm (bez ryjka), ubarwionym ciemnobrązowawoczarno z rudobrązowymi czułkami i stopami. Ryjek krótki, gruby, ledwo zakrzywiony, u nasady ciemny, matowy i gęsto punktowany. Przedplecze szerokie. Pokrywy z wierzchu wypukłe, na międzyrzędach opatrzone podługowatymi guzkami na których osadzone są kępki długich szczecin. Odnóża przysadziste, o goleniach głęboko pomarszczonych i pazurkach pozbawionych ząbków. Szczeciny na odnóżach łuskowate, eliptyczne, gęsto rozmieszczone.
Ryjkowiec znany tylko z okolic Kalimpongu w północnoindyjskim dystrykcie  Dardżyling.